# Sociedad de emulación

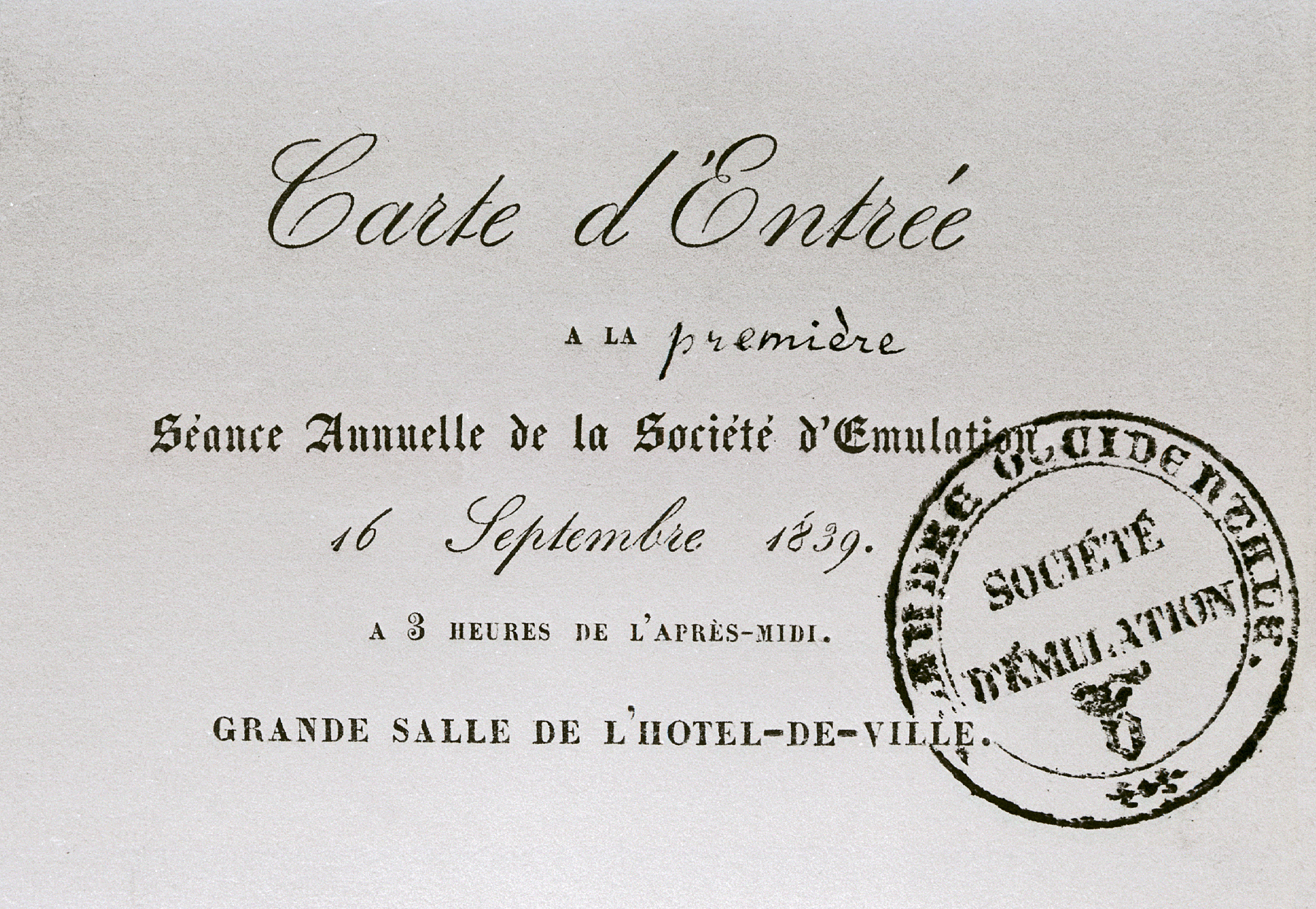
Carte d'entrée a la primera sesión anual de la Société d'émulation de Bruges, 16 de septiembre de 1839.

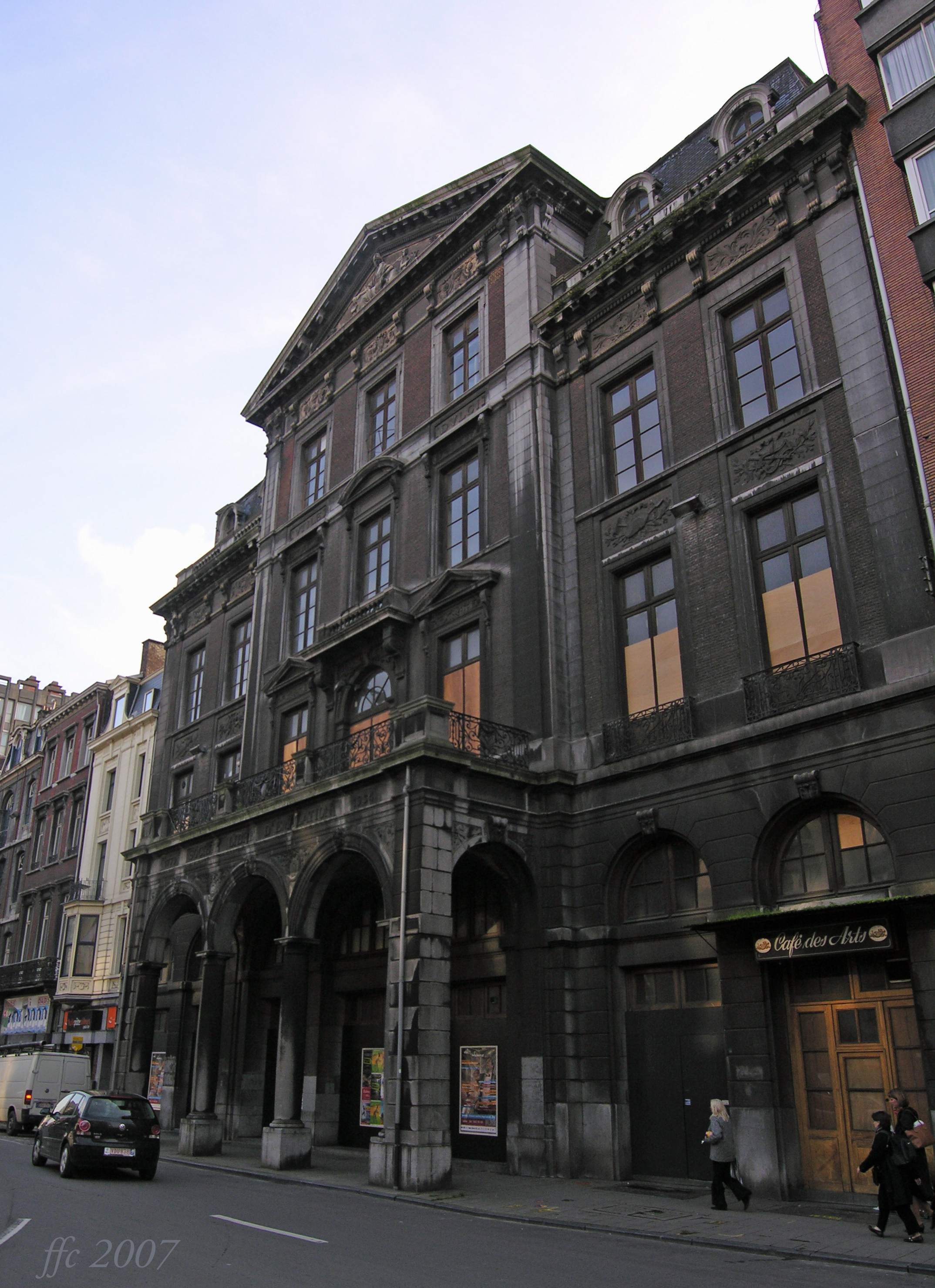
Sede de la Société libre d'émulation de Lieja.

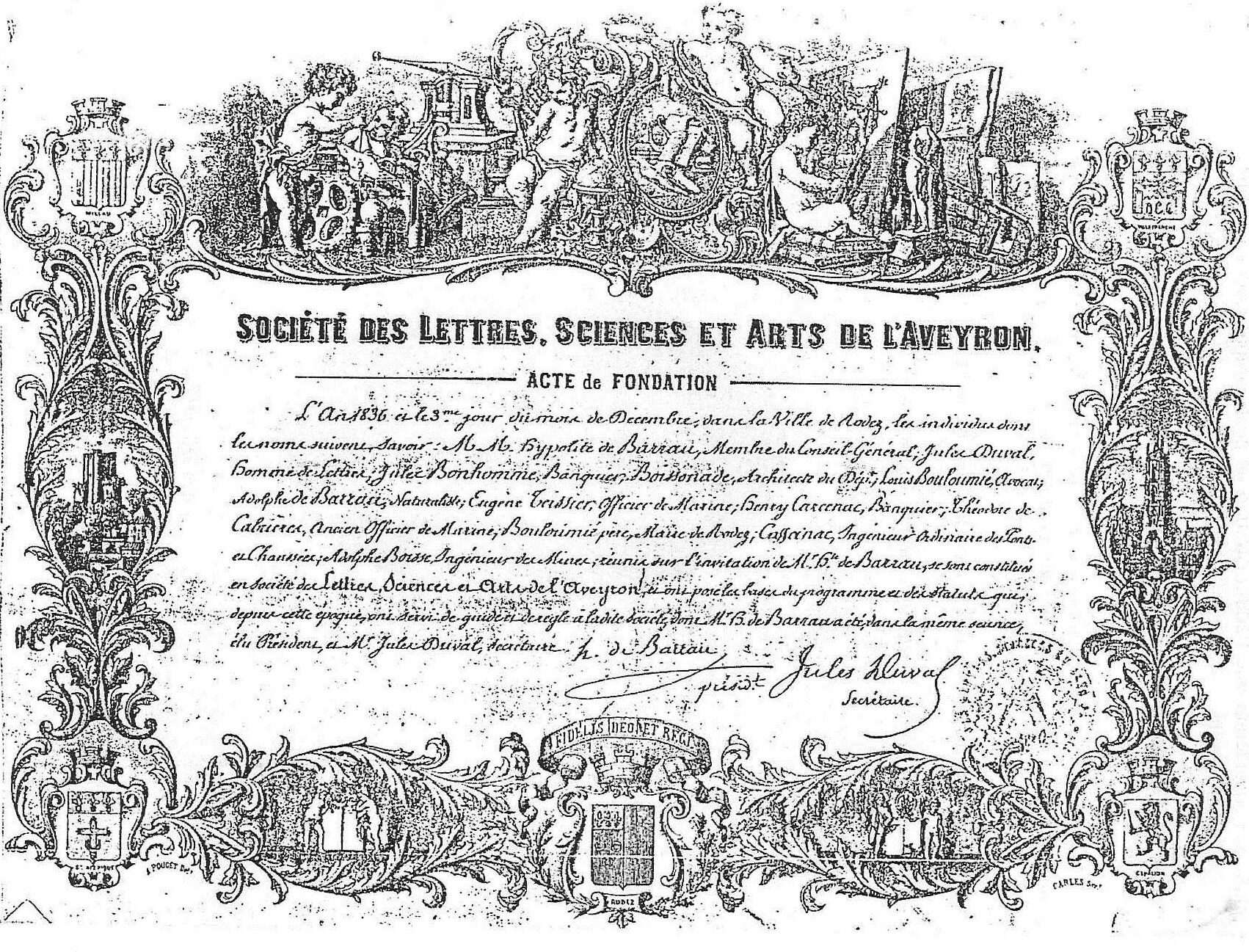
Acta de fundación de la Société des lettres, sciences et arts de l'Aveyron (1836).

Sociedades de emulación (en francés Société d'émulation) fueron un tipo de sociedades ilustradas (en inglés learned society, en francés société savante -"sociedad sabia" o "de sabios"-, en alemán Gelehrtengesellschaft -"sociedad de eruditos" o "estudiosos"-) que se crearon en distintas localidades de Francia y la actual Bélgica desde la segunda mitad siglo XVIII hasta mediados del siglo XIX. Algunas se han mantenido activas hasta la actualidad.
Con el precedente de las academias informales o tertulias literarias surgidas en los salones aristocráticos de la Ilustración francesa, evitaron el nombre formal de "academia" (reservado a instituciones oficiales más rígidas existentes desde el siglo XVII) y tomaron el de "emulación" para diferenciarse de ellas e indicar, con modestia, su carácter limitado y ámbito local; en algún caso añadieron a su nombre el adjetivo de "libre". Adoptaron la forma de clubes culturales con el objetivo de reunir a grupos de dilettanti, artistas, literatos, intelectuales y científicos de cualquier ámbito de las artes, ciencias y letras, lo que les permitía intercambiar ideas y experiencias, y publicar el resultado de sus trabajos y reflexiones en forma de revistas, boletines o actas, contándose entre las primeras publicaciones científicas. A pesar de lo modesto de sus pretensiones, produjeron un extenso corpus documental sobre muy variadas materias, algunas descuidadas por las academias oficiales.
El ilustrado obispo de Lieja, Francisco-Carlos de Velbrück, impulsó las creadas en su territorio (un principado episcopal independiente dentro del Sacro Imperio, condición que se mantuvo hasta 1795).
En España fueron similares las sociedades económicas de amigos del país (desde 1764-1775) y centros sociales como el Ateneo de Madrid (1835) o el Casino de Madrid (1836).

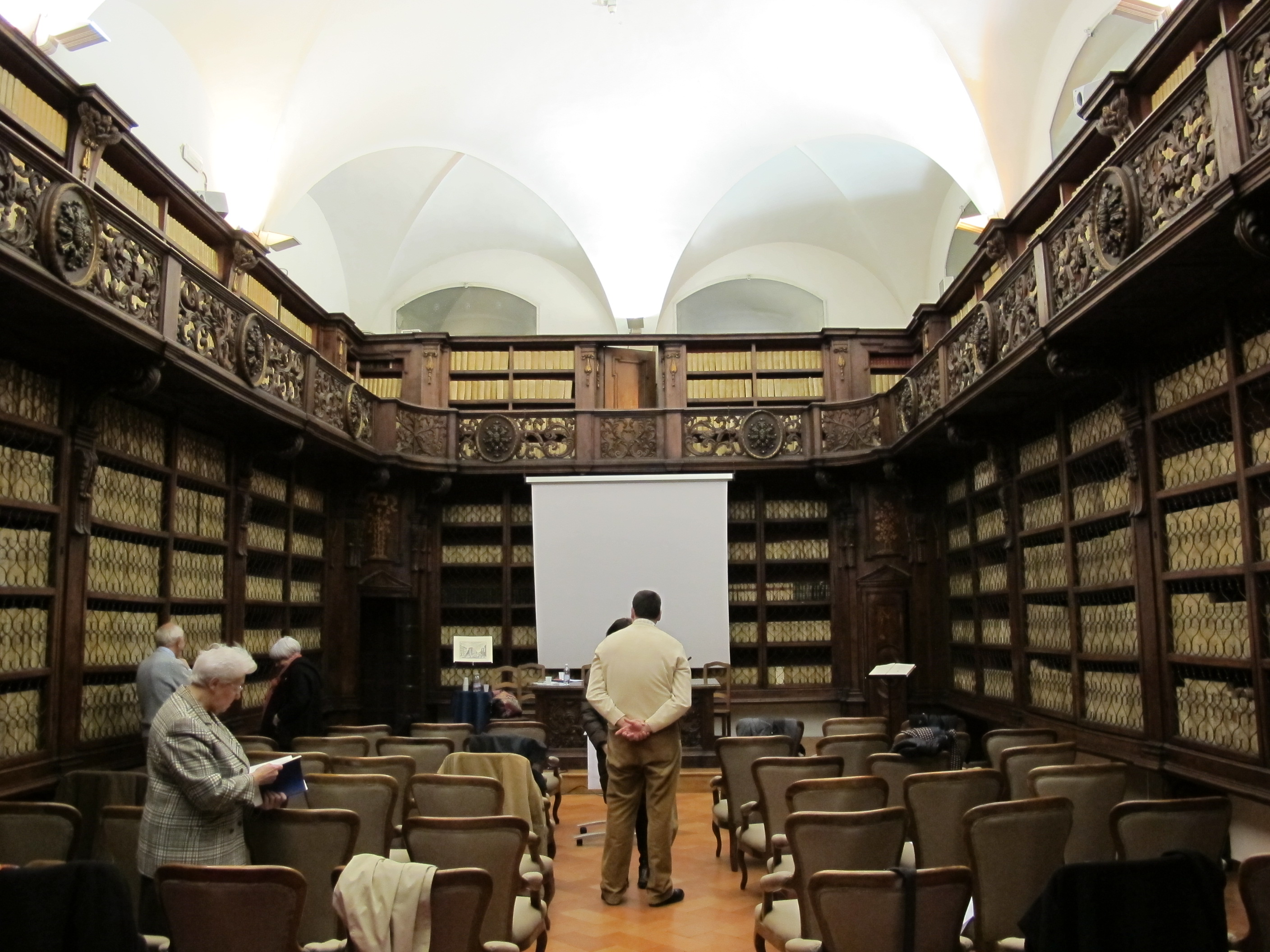
Gabinetto Vieusseux.

En Italia hubo instituciones similares, como el Gabinetto Vieusseux de Florencia (Gabinetto scientifico-letterario G. P. Vieusseux).

## Lista cronológica
- 1755: Société d'émulation de l'Ain, clausurada en 1757, refundada en 1783, prohibida en 1793, restablecida en 1801. El Ain es un departamento francés creado durante la revolución (actualmente se engloba en la región Rhône-Alpes). La ciudad sede de la sociedad es Bourg-en-Bresse.[4]
- 1775: Cabinet littéraire de Verviers. Era un cabinet de lecture[5] ("gabinete de lectura") fundado por 22 notables de la ciudad de Verviers (obispado de Lieja, actual Bélgica), que decidieron reunirse para informarse conjuntamente y comentar las noticias recibidas de los acontecimientos públicos, investigando sus causas y consecuencias, en una época en que los periódicos eran escasos y caros. Alquilaron dos habitaciones en un edificio que aún existe (Heusy, 16). Se abonaron a diversas publicaciones (Gazette de Leyde, Annales politiques, civiles et littéraires) y se suscribieron a l'Encyclopédie (cuya redacción se había terminado cuatro años antes), al Dictionnaire géographique y a la Histoire naturelle de Buffon. Cuando tuvieron noticias de la declaración de independencia de Estados Unidos (1776) se procuraron un mapa de América. En 1791 compraron un edificio en la rue du Collège, ya con más espacio y funciones (sala de billar, piperie, sala de baile, salle des soupers, gabinete de damas, etc.) En 1828, el número de miembros era de 128, y la biblioteca contaba con 369 volúmenes.[6]
- 1779 (5 de abril): Société littéraire de Liège
- 1779: Société libre d'émulation (Liège)
- 1784: Société d'émulation (Maastricht)
- 1792: Société libre d'émulation de la Seine-Maritime
- 1797: Société d'émulation d'Abbeville
- 1800: Société de littérature de Bruxelles
- 1817: Société d'émulation du Jura
- 1819: Société des lettres, sciences et arts de la Lozère
- 1832: Société des antiquaires de la Morinie
- 1836: Société des lettres, sciences et arts de l'Aveyron
- 1838: Genootschap voor Geschiedenis te Brugge - Société d'émulation de Bruges, llamada originalmente Société d'émulation pour l'histoire et les antiquités de Bruges et de la Flandre Occidentale ("sociedad de emulación para la historia y las antigüedades de Brujas y Flandes Occidental)[7]
- 1840: La Société d'émulation du Doubs, fundada en 1840, con sede en Besançon.
- 1845: Société d'émulation du Bourbonnais.
- 1846: Société des agathopèdes
- 1847: Société jurassienne d'émulation
- 1851: La Société d'émulation de Montbéliard
- 1853: Société d'émulation de l'arrondissement de Montargis
- 1861: Société d'émulation des Côtes-d'Armor
- 1861: Société d'émulation des Côtes-du-Nord
- 1878: Société des sciences, arts et belles-lettres du Tarn